# Ocreatus
Genre
Ocreatus est un genre d'oiseaux sud-américains de la famille des Trochilidae.

## Liste d'espèces
Selon la classification de référence du Congrès ornithologique international (15.1, 2025) (ordre phylogénique) :
- Ocreatus underwoodii (Vieillot, 1817) – Haut-de-chausses à palettes
- Ocreatus peruanus (Gould, 1849) – Haut-de-chausses du Pérou
- Ocreatus addae (Bourcier, 1846) – Haut-de-chausses de Bolivie

## Systématique
Le nom valide complet (avec auteur) de ce taxon est Ocreatus Gould, 1846,.
Ce genre a été initialement créé comme un sous-genre sous le taxon Trochilus (Ocreatus).

### Publication originale
- (en) J. Gould, « On twenty new species of Trochilidæ or Humming Birds », Proceedings of the Zoological Society of London, Londres, ZSL, vol. 14, nos 10-13,‎ 13 octobre 1846, p. 85-90 (ISSN 0370-2774, OCLC 1779524, BNF 32843178, lire en ligne).